# Влашки универс
Влашки универс (латински: Universitas Valachorum) је установа за самоуправу Влаха у средњовековном Ердељу. 
Ово је обичајно право који датира из времена стављања области под круну Светог Стефана, тј. 11. век.
Ситуација омогућава формирање зване надлежности — Jus Valachorum. Од средине 14. века, овај положај је постепено напуштен у односу на православне у Трансилванији, што је помогло отоманској контроли подручја.

## Види jош
- Душанов законик
- Турдски декрет
- Турдски едикт
- Влашки статут
- Реформација у Ердељу